# Карл Йоганн Густав Хартлауб
 Карл Йоганн Густав Гартлауб (нім. Karel Johan Gustav Hartlaub, 1814, Бремен — 1900, там же) — німецький лікар і зоолог.

## Біографія
Після навчання у Бонні, Берліні й Геттінгені Гартлауб отримав науковий ступінь доктора філософії в медицині в 1838 році. У своїх наступних поїздках він почав з 1840 року зі збирання та дослідження екзотичних птахів, яких заповів музею природознавства у Бремені. Уже у 1844 році колекція охоплювала приблизно 2 000 зразків. Гартлауб описав кілька нових видів птахів. У 1852 році Хартлауб разом зі своїм асистентом Жаном Луї Кабанісом заснував «Журнал орнітології», до сьогоднішнього дня провідний німецькомовний журнал у своїй галузі.
У 1857 році Гартлауб після поїздки в Африку опублікував свою основну працю «Система орнітології Західної Африки», в якому він описав 758 видів птахів. У 1860 році вийшов у світ «Систематичний огляд птахів Мадагаскару». Він підтримав Фрідріха Германа Отто Фінша (1839—1917) в його праці про пташиний світ Полінезії.

## Вшанування
На честь вченого названо кілька видів птахів:
- Pteronetta hartlaubii
- Turdoides hartlaubii
- Lissotis hartlaubii
- Larus hartlaubii
- Euplectes hartlaubi
- Nectarinia hartlaubii
- Tauraco hartlaubi
- Francolinus hartlaubi